# Stol svetega Petra
Stol svetega Petra (latinsko Cathedra Petri), znan tudi kot prestol svetega Petra, je relikvija, shranjena v baziliki sv. Petra v Vatikanu, suvereni papeževi enklavi v Rimu v Italiji. Relikvija je lesen prestol, za katerega tradicija trdi, da je pripadala apostolu svetemu Petru, vodji prvih kristjanov v Rimu in prvemu papežu in rimskemu škofu. Relikvija je zaprta v izklesano pozlačeno bronasto ohišje, ki ga je zasnoval Gian Lorenzo Bernini in izvedel med letoma 1647 in 1653. Leta 2012 je papež Benedikt XVI. stol opisal kot »simbol posebnega poslanstva Petra in njegovih naslednikov, da skrbijo za Kristusovo čredo in jo združujejo v veri in ljubezni.«
Leseni prestol je bil darilo rimskega cesarja Karla Plešastega papežu Janezu VIII. leta 875. V preteklih letih so ga večkrat preučevali, nazadnje med letoma 1968 in 1974, ko so ga nazadnje odstranili iz Berninijevega oltarja. Ta študija je zaključila, da to ni bil dvojni, ampak enojni stol s prevleko in da noben del stola ni starejši od 6. stoletja.

## Opis
Sama relikvija je opisana kot hrastov stol, poškodovan zaradi ureznin in črvov. Stol ima na vsaki strani pritrjene kovinske obroče, ki omogočajo uporabo kot sedia gestatoria. Hrbtna in sprednja stran stola sta obdelana z izrezljano slonovino. Ta opis izvira iz leta 1867, ko je bila relikvija fotografirana in razstavljena za čaščenje.
Relikviarij, tako kot mnogi v srednjem veku, ima obliko relikvije, ki jo ščiti, to je obliko stola. Simbolično, stol, ki ga je zasnoval Bernini, v sodobnem pohištvu ni imel zemeljskega para. V celoti je sestavljen iz pomikajočih se členov, ki obdaja pokrito ploščo, kjer je vzorec oblazinjenja upodobljen kot nizki Kristusov relief, ki poučuje Petra, naj skrbi za svoje ovce (Jn 21,17). Velike angelske figure obkrožajo ploščo pod zelo realistično bronasto sedežno blazino, živo prazno: relikvija je zaprta znotraj.
Katedra je postavljena na razporejene drsne palice, za katere se zdi, da jih brez težav podpirajo štirje bronasti cerkveni učitelji v nadnaravni velikosti: zahodni učitelji sv. Ambrož Milanski in sv. Avguštin iz Hipona na zunanji strani, nosita mitre, ter vzhodni učitelji sv. Janez Zlatousti in sv. Atanazij Veliki na notranji strani, oba gola. Zdi se, da katedra lebdi nad oltarjem v apsidi bazilike, osvetljena z osrednjim zatemnjenim oknom, skozi katerega teče svetloba, ki osvetljuje pozlačeno slavo sončnih žarkov in izklesanih oblakov, ki obdajajo okno. Tako kot Berninijeva Zamaknjenje svete Terezije je tudi to dokončno zlitje baročne umetnosti, ki združuje kiparstvo in bogato polikromirano arhitekturo ter manipulira z učinki svetlobe.
Zgoraj je na zlatem ozadju friza latinski napis: O Pastor Ecclesiae, tu omnes Christi pascis agnos et oves (O pastir Cerkve, hraniš vsa Kristusova jagnjeta in ovce). Na desni je isti napis v grščini ΣΥ ΒΟΣΚΕΙΣ ΤΑ ΑΡΝΙΑ, ΣΥ ΠΟΙΜΑΙΝΕΙΣ ΤΑ ΠΡΟΒΑΤΙΑ ΧΡΙΣΤΟΥ. Za oltarjem je postavljen Berninijev spomenik z lesenim stolom, ki sta simbolična za avtoriteto rimskega škofa kot Kristusovega vikarja in naslednika svetega Petra.

## Praznik stola sv. Petra
Zgodnji martirologi kažejo, da so v Rimu, stoletja pred časom Karla Plešastega, praznovali dva liturgična praznika v čast prejšnjih stolov, povezanih s svetim Petrom, od katerih je bil eden shranjen v krstni kapeli bazilike sv. Petra, drugi pri  katakombah Priscillina. Datumi teh praznovanj so bili 18. januar in 22. februar. Noben ohranjen stol ni bil identificiran z nobenim od teh stolov. Prazniki so tako postali povezani z abstraktnim razumevanjem Petrovega stola, ki s sinekdoho označuje škofovsko funkcijo papeža kot rimskega škofa, za katerega velja, da je bil prvi sveti Peter in se je tako razširil na škofijo, Rimski sedež.
Čeprav sta bila oba praznika prvotno povezana z bivanjem svetega Petra v Rimu, je oblika iz 9. stoletja Martyrologium Hieronymianum povezovala praznik 18. januarja z njegovim bivanjem v Rimu in praznik 22. februarja z njegovim bivanjem v Antiohiji. Oba praznika sta bila v Tridentinski koledar vključena v rang dvojnika, ki ga je papež Klemen VIII. leta 1604 povzdignil na novo izumljen čin velikega dvojnika.
Leta 1960 je papež Janez XXIII. iz splošnega rimskega koledarja odstranil 18. januar praznik Petrovega stola skupaj s sedmimi drugimi prazniki, ki so bili drugi prazniki enega samega svetnika ali skrivnosti. Praznovanje 22. februarja je postalo praznik drugega razreda. Ta koledar je bil vključen v rimski misal leta 1962 papeža Janeza XXIII., čigar nadaljnjo uporabo je papež Benedikt XVI. odobril pod pogoji, navedenimi v njegovem motu proprio Summorum Pontificum. Tisti tradicionalistični katoličani, ki ne sprejemajo sprememb, ki jih je naredil papež Janez XXIII., še naprej praznujejo oba praznika: "stol svetega Petra v Rimu" 18. januarja in "stol svetega Petra v Antiohiji" 22. februarja.
V novi klasifikaciji, uvedeni leta 1969, je praznovanje 22. februarja v rimskem koledarju.